# Gegeneophis ramaswamii
Gegeneophis ramaswamii é uma espécie de anfíbio gimnofiono.  É endémica da Índia. O seu habitat é subterrâneo, sendo encontrada frequentemente no solo. Ocorre em florestas perenes, plantações de borracha, chá  e coco, terrenos agrícolas de baixa intensidade, limites de florestas e ao longo de rios. Asua reprodução é ovípara, sendo os seus ovos colocados em terra, e o desenvolvimento é directo, sem uma fase larvar.  